# غاريث وارد
غاريث وارد (بالإنجليزية: Gareth Ward)‏ هو سياسي أسترالي، ولد في 1981 في أستراليا. حزبياً، نشط في New South Wales Liberal Party ‏. في 2011 New South Wales state election ‏، انتخب عضو الجمعية التشريعية نيو ساوث ويلز عن دائرة Electoral district of Kiama ‏ (26 مارس 2011 – ).